# Storm på Lugna gatan
Storm på Lugna gatan är SVT:s julkalender 2018, regisserad av Emma Bucht och skriven av Lina Åström, Marja Nyberg, Adrian Boberg och Erik McAllister.

## Handling
Storstadsfamiljen Storm flyttar till byn Järnkroken. Detta skulle innebära ett antal problem som de försöker lösa. Det första är att huset de flyttar in i inte motsvarar förväntningarna då inredningen är i dåligt skick. På gården som de bor på finns förutom deras eget hus, tre hus till. Ett av husen bebos av Malva, Simon och Sten. De klär sig i hippiekläder och brukar bland annat utöva yoga. I ett annat hus bor Mika och hennes dotter Evin. De är extremt förtjusta i elektronik och datorer. Hela deras hus är ombyggt så att det fungerar som en stor Iphone. Därför styrs hemmet av någon som kallas Hembot. Malva och Mika har svårt att acceptera varandras olika livsstilar, speciellt i början bråkar de, men tack vare familjen Storm får de lättare att klara av varandra. I det sista huset bor Eskil. Han anses som lite mystisk och barnen är i början lite rädda för honom. Det visar sig att Eskil en gång i tiden jobbat som stins. Efter en tid lär barnen känna även Eskil som visar sig vara snäll.
Byn styrs officiellt av kommunfullmäktige som representeras av Sven, men den som verkligen har makten är hans snobbiga fru Lussan. Varje år inför julen har de i byn något som heter Julkampen. I nio år har Lussan vunnit denna varje gång. Även detta år är hon mycket säker på att vinna. Det visar sig efter ett tag att Lussan är väldigt angelägen om att vinna. Barnen har också upptäckt att Lussan fuskar i tävlingen.
Järnkroken ligger vid en järnväg som är i drift. Men byns järnvägsstation har varit stängd i 20 år. Istället går det en motorväg vid Järnkroken som åtminstone kommunfullmäktige tycker ersätter järnvägsstationen. Det planeras att bygga om järnvägsstationen till ett museum. Första pris i Julkampen kommer att bli att få bestämma hur museet i järnvägsstationen kommer att se ut. Av någon anledning är Lussan angelägen om att vinna denna tävling, så angelägen att hon fuskar. Troligen för att få bestämma över den gamla järnvägsstationen. Eventuellt har hon redan innan ens tävlingen avgjorts anlitat snickare som ska bygga om stationen efter hennes önskemål. Barnen lyckas spionera på Lussan och det visar sig att hon har hemska planer för stationshuset. Hon tänker riva det och bygga ett stort parkeringshus i betong vid namn Lussan Tower som troligen kommer att bli fult. Eskil som visat sig vara den före detta stinsen på den gamla järnvägsstationen brukar på nätterna gå in i stationen och pyssla med saker, men vad han gör var något som barnen funderade på länge. Eskil visade sig vara väldigt snäll. Eskil bär på en sorg. Han förlorade sina föräldrar när han var liten. Han hade även en lillasyster. Men var hans lillasyster tagit vägen är det ännu ingen som vet. Inne i stationshuset har Eskil byggt ett modellandskap med en modelljärnväg. Detta landskap föreställer Järnkroken i miniatyr. Han har till och med avbildat gården där familjen Storm bor. När barnen får reda på Eskils hemligheter förstår de att det är ännu viktigare att vinna tävlingen och stoppa Lussans planer. Lussan gör allt för att vinna tävlingen till varje pris. För henne är det otroligt viktigt att vinna för att sedan få riva stationshuset och bygga sitt betonghus. Men varför detta är så viktigt för Lussan har ännu ingen lyckats räkna ut.

## Rollista (i urval)
- Adrian Macéus – Leo
- Maja Söderström – Vilja
- Cecilia von der Esch – Sanna
- Henrik Johansson – Trond
- Wilma Lidén – Evin
- Shima Niavarani – Mika
- Sofia Ledarp – Malva
- Johan Rheborg – Eskil
- Lena Philipsson – Lussan
- Edvin Ryding – Sylvester
- Olof Wretling – Sven
- Ulla Skoog – Gudrun
- Eric Stern – Simon
- Linus Wahlgren – Sten
- Happy Jankell – Freja
- Christoffer Holmberg – Hembot
- Erik McAllister – byggplanerare
- Carolina Klüft – sig själv
- Roddy Benjaminson – Hero
- Måns Nathanaelson – polis
- Nikki Amini – jurymedlem
- Markus Aujalay – jurymedlem
- Elsa Bucht Wesslén – jurymedlem
- Josefine Rheborg – buktalare

## Karaktärsbeskrivning
Sanna Storm försöker skriva på sin bok men det går inte så bra. Hon är energisk och tävlingsinriktad. Hon avskyr att bli jämförd med sin mamma som också är författare.  
Trond Storm gör vad han kan för att hålla sina barn i styr, men lyckas inte alltid. Han är den som sätter gränser men han gör ibland saker utan att tänka efter, t ex när han på en julmarknad/loppis köper tavlor med citat från deras konkurrent Lussan. Trond är lärare och väldigt passionerad i sina ämnen. Han är pysslig och gillar att baka och fixa.  
Leo Storm och Vilja Storm är syskon, barn till Sanna och Trond. Leo är 11-12 år gammal. Vilja är 5-6 år. I början är ingen av dem glada över att ha flyttat till Järnkroken. 
Lussan är en bestämd och snobbig människa som älskar att skryta om sina priser och pokaler från diverse tävlingar. Hon är nedlåtande mot de flesta. Lussan klär sig ofta i pälsar och dyra kläder efter senaste mode. Hon är gift med Sven och de har sonen Sylvester. 
Sylvester är barn till Sven och Lussan. Han har blivit strikt uppfostrad och har svårt att fatta egna beslut. Sylvester är intresserad av Evin men vet inte hur han ska visa det och är livrädd för att bli avvisad. När familjen Storm flyttar in blir han så småningom bekant med Leo och Vilja, och får dessutom smeknamnet Sylten av Vilja. 